# Made in Japan
Made in Japan és un àlbum doble en directe de la banda de rock anglesa Deep Purple, gravat durant la seva primera gira pel Japó l'agost de 1972. Va ser llançat originalment el desembre de 1972, amb un llançament posterior als Estats Units l'abril de 1973, i es va convertir ràpidament en un èxit comercial i de crítica.
La banda ja era coneguda per la seva sòlida actuació escènica, i havia gravat en privat diversos espectacles, o els havia emès per ràdio, però no estava gaire entusiasmada per enregistrar i publicar un àlbum en directe, fins que la seva discogràfica japonesa va decidir que seria bo per publicitar-la. Els membres del grup van insistir a supervisar la producció en directe, incloent-hi la contractaciò de l'enginyer de so Martin Birch, que ja abans havia col·laborat amb la banda. Tot i que no estaven especialment interessats en l'edició de l'àlbum, fins i tot després de la gravació, van deixar clar des del primer moment que, si es feia, s'havia de fer amb la màxima qualitat. La gira va ser un èxit, amb un gran impacte mediàtic i una resposta positiva dels fans.
L'àlbum va ser un èxit comercial immediat, especialment als Estats Units, on va ser acompanyat per Smoke on the Water arribant als cinc millors singles, i es va convertir en un àlbum de vendes constants durant la dècada de 1970, i fins avui. El 1993 es va publicar un conjunt de tres CD de la majoria de les actuacions de la gira, mentre que el 1998 es va publicar una edició remasteritzada de l'àlbum amb un CD de cançons addicionals. El 2014 es va anunciar una edició de luxe amb més material addicional. L'àlbum va tenir una excel·lent acollida entre els crítics musicals i continua tenint elogis. Una enquesta entre els lectors de Rolling Stone l'any 2012 va classificar Made in Japan com el sisè millor àlbum en directe de tots els temps.

## Antecedents ibootlegsen directe
La composició dels membres de Deep Purple anomenada habitualment Mark II es va formar el juliol de 1969 quan els membres fundadors, el guitarrista Ritchie Blackmore, l'organista Jon Lord i el bateria Ian Paice van reclutar el cantant Ian Gillan i el baixista Roger Glover per evolucionar des del seu so anterior, pop i rock psicodèlic, cap al rock dur. Van començar a fer nombroses gires, convertint-se en una banda en directe ben rebuda, i havien gravat diversos espectacles per emetre'ls a la ràdio o escoltar-los en privat. No obstant això, havien rebutjat la idea de llançar comercialment un àlbum en directe, ja que creien que seria impossible reproduir la qualitat i l'experiència del seu acte escènic en un LP.
En conseqüència, hi havia una demanda d'enregistraments bootleg de la banda. El més notori d'ells va ser un LP titulat H Bomb, gravat a Aquisgrà l'11 de juliol de 1970, que va donar lloc a una causa judicial posterior quan Richard Branson de Virgin Records va ser processat per vendre'l.{{ Un article de Melody Maker que va examinar el fenomen dels bootlegs afirmava que H Bomb era el més venut en aquell moment. Aquest èxit, juntament amb àlbums d'altres artistes com el de The Who Live at Leeds, i Get Yer Ya-Ya's Out dels Rolling Stones, van convèncer la banda que un àlbum en directe oficial podia tenir èxit comercial. En aquella època, Glover va dir a la revista Sounds que "hi ha tantes contrabandes de nosaltres, que si publiquem el nostre propi set en directe, hauria de matar el seu mercat".

## Gira i gravació
El 1972, Deep Purple ja havia aconseguit un èxit comercial considerable al Japó, incloent diversos singles d'èxit, per la qual cosa tenia sentit fer-hi una gira. Es van reservar tres dates; el Festival Hall d'Osaka els dies 11 i 12 de maig i el Budokan de Tòquio el 16 d'agost, encara que posteriorment es van canviar al 15 i 16 d'agost, i el 17 d'agost respectivament a causa de la reprogramació d'una gira anterior als Estats Units. Les entrades es van esgotar gairebé immediatament i, en conseqüència, el braç japonès del segell de la banda, Warner Bros. Records, tenia més arguments per voler gravar la gira per a un disc en directe que es publicaria al país. La banda finalment va acceptar la idea, però va insistir que, si s'havia de llançar, volien que es fes correctament. Gillan va comentar que “vam dir que hauríem d'acordar l'equip, volíem utilitzar el nostre propi enginyer i tindríem l'última paraula sobre si es publicarien les cintes enregistrades". La banda va contractar al productor Martin Birch, que havia treballat en àlbums d'estudi anteriors, per gravar els espectacles en una gravadora de 8 pistes perquè posteriorment poguessin ser mesclades.
La llista de cançons en directe de la banda s'havia renovat a principis d'any, immediatament després de gravar l'àlbum Machine Head, i aquest àlbum constituïa una proporció substancial de material nou. Tot i que la llista de cançons es va mantenir la mateixa durant la major part de l'any, començant amb "Highway Star" i tancant amb "Lazy" i "Space Truckin'", l'habilitat musical i l'estructura de la banda significava que hi hagués prou improvisació a les cançons per mantenir les coses fresques. La intenció original era que la posada en escena s'utilitzaria durant aproximadament un any abans de ser abandonat, però Gillan i Glover van renunciar a la banda el juny de 1973. Quan aquesta formació es va reformar el 1984, la llista de cançons del 1972 va formar una part important del material interpretat en concert.

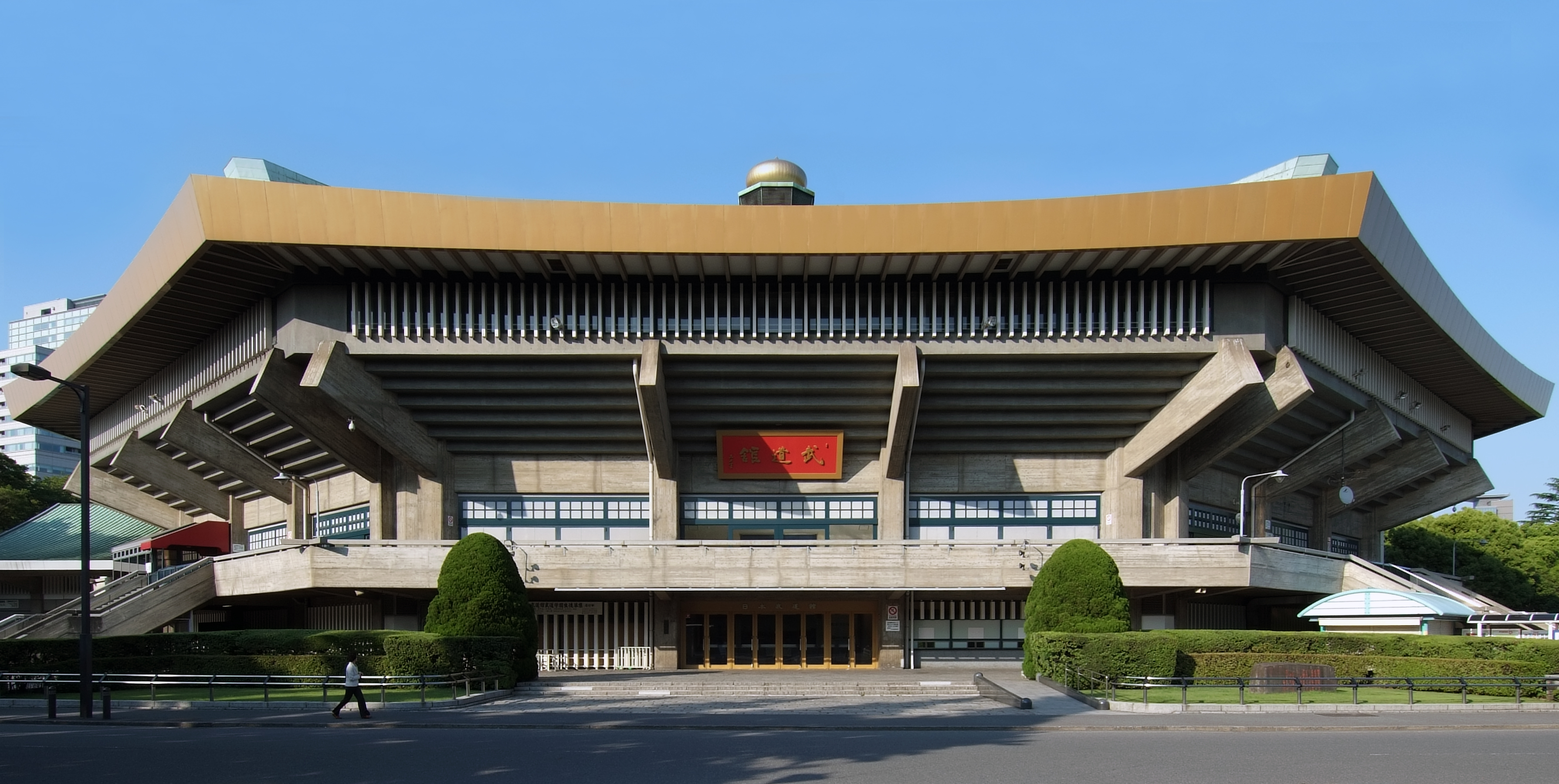
El concert preferit de la banda de la gira va ser al Nippon Budokan el 17 d'agost de 1972.

La banda va arribar al Japó el 9 d'agost, una setmana abans que comencés la gira, amb una gran acollida, i van ser rebuts amb regals i flors. Birch no confiava que la qualitat de la gravació fos satisfactòria, ja que l'equip subministrat per Warner Bros. no tenia cap control d'equilibri i que la mida de la gravadora no semblava prou gran a simple vista per capturar un enregistrament de qualitat comercial. La banda no tenia gaire interès en el resultat, i es va concentrar simplement en poder oferir un bon espectacle. Posteriorment, Lord va assenyalar que sentia que aquesta actitud distesa va fer que l'espontaneïtat de les actuacions i la interacció entre els membres de la banda es poguessin captar bé.
Es va considerar que el segon concert a Osaka era el més sòlid dels dos i, de fet, aquest espectacle va constituir la major part de l'LP publicat. Només es va utilitzar una cançó, Smoke on the Water, del programa del 15 d'agost, i això pot haver estat simplement perquè va ser l'únic concert en què Blackmore va tocar el riff inicial de la cançó segons l'àlbum d'estudi.
La banda va considerar el concert a Tòquio el 17 d'agost com el millor de la gira. Glover va recordar que "dotze o tretze mil xavals japonesos estaven cantant a 'Child in Time'" i ho va considerar un moment destacat de la seva carrera, igual que Gillan. Al concert, una filera de guardaespatlles va protegir la part davantera de l'escenari. Quan Blackmore va trencar la seva guitarra durant el final de "Space Truckin'" i la va llançar a l'audiència, diversos d'ells es van enfilar sobre els fans per intentar recuperar-la. Blackmore es va emprenyar, però la resta de la banda va trobar l'incident divertit. Però el concert no es va enregistrar tan bé com els d'Osaka, encara que "The Mule" i "Lazy" es van considerar de qualitat suficient per incloure'ls a l'edició final.
A l'àlbum no s'hi van fer sobregravats per corregir-lo. Lord va afirmar un cop en una entrevista a una revista que una línia de "Strange Kind of Woman" havia de ser sobregravada d'un concert diferent després que Gillan hagués ensopegat amb el cable del micròfon, però no se'n va trobar cap evidència directa quan es van examinar fer les cintes multipista originals. Segons Lord, el pressupost total per a l'enregistrament va ser només de 3.000 dòlars (equivalent a uns 45.000 EUR el 2020).

## Publicació
La banda no va considerar que l'àlbum fos important i només es van presentar Glover i Paice per fer les mes les. Segons Birch, Gillan i Blackmore no han sentit mai l'àlbum acabat. La banda no volia que l'àlbum fos llançat fora del Japó i volia tots els drets de les cintes, però de totes maneres es va publicar a tot el món.
L'àlbum va ser llançat al Regne Unit el desembre de 1972, amb un preu d'oferta especial de 3,25 lliures, el mateix que un LP senzill típic d'aquell període. Va arribar al número 16 de les llistes. La portada va ser dissenyada per Glover i presentava una foto en color de la banda a les cobertes frontal i posterior, i fotos en blanc i negre a la part interior. El llançament als EUA es va retardar fins a l'abril de 1973, perquè Warner Bros. volia llançar primer Who Do We Think We Are. Van ser motivats a llançar-lo al constatar que es va crear un flux constant d'importacions de l'àlbum des del Regne Unit, i va ser un èxit comercial immediat, arribant al número 6 a les llistes. Warner Brothers també va llançar Smoke on the Water com a senzill, combinant l'enregistrament en directe de Made in Japan amb la versió d'estudi de Machine Head, i va arribar al número 4 en les llistes de Billboard. Una gravació de "Black Night" del concert de Tòquio, un dels bis que no estava a l'àlbum, es va publicar com a cara B del senzill "Woman from Tokyo" a Europa, i com a single per dret propi al Japó.
El llançament japonès es titulava Live in Japan i presentava un disseny de funda singular, amb una fotografia aèria de la banda, una selecció de fotografies d'un concert al Rainbow Theatre de Londres i una inserció amb les lletres i un missatge escrit a mà de cada membre de la banda. La primera premsada publicada va vendre's amb un negatiu de pel·lícula de 35 mm amb fotos de la banda que els compradors podien revelar i fer les seves pròpies impressions. Les notes de la funda afirmaven que l'enregistrament només contenia el concert de Tòquio, tot i que de fet era musicalment idèntic a la versió llançada a la resta del món. Phil Collen, que més tard tocaria a Def Leppard, va estar entre l'audiència del concert de Rainbow tal com es va capturar a la funda.
A l'Uruguai l'àlbum va ser llançat el 1974 com a LP únic (amb només les dues primeres cares) a Odeon Records. Va utilitzar un disseny de funda simplista, diferent del de cap altre llançament, amb un sol naixent a la coberta.

## Recepció
El conjunt de la banda tenia sentiments contradictoris sobre l'àlbum. Gillan va criticar la seva pròpia actuació, però tot i així estava impressionat amb la qualitat de l'enregistrament en directe. Paice va expressar una impressió molt positiva, suggerint que els espectacles eren dels millors que el grup havia interpretat, i que l'àlbum capturava bé el seu esperit. Lord el va enumerar com el seu àlbum favorit de Deep Purple, dient: "La banda estava al punt àlgid dels seus poders. Aquell àlbum va ser l'epítom del que volíem ser i fer en aquells dies."
La resposta de la crítica va ser favorable. Jon Tiven de Rolling Stone va escriure que "Made in Japan és el monstre de metall definitiu de Purple, una execució plena d'espurnes. … Deep Purple encara talla el bacallà en concert". Posteriorment, una enquesta als lectors de la revista el 2012 va declarar que l'àlbum era el sisè millor àlbum en directe de tots els temps, i va afegir que la banda ha realitzat "innombrables espectacles des d'aleshores amb innombrables permutacions, però mai no han sonat tan perfectes".
Les crítiques recents han estat igualment positives. William Ruhlmann d' Allmusic va considerar que l'àlbum era "un tractament definitiu del catàleg de la banda i el seu àlbum més impressionant". L'autor de rock Daniel Bukszpan va afirmar que l'àlbum és "àmpliament reconegut com un dels millors àlbums en directe de tots els temps". La revista Goldmine va dir que l'àlbum "va definir Deep Purple tot i redefinint el concepte d'àlbum en directe". L'expert en Deep Purple Dave Thompson ha escrit que "la posició del primer (i millor) àlbum en directe de Deep Purple gairebé no havia disminuït en el quart de segle des del seu llançament".

## Reedicions
L'LP original va ser venut ininterrompudament durant la dècada de 1970 i va romandre en catàleg. La primera reedició en CD va ser l'any 1988 que contenia el doble LP complet en un sol CD.
Les cintes de 8 pistes dels tres espectacles van ser guardades amb cura per Warner Bros. Japó per a un ús futur. Per al 21è aniversari de l'àlbum el 1993, l'autor i arxiver de Deep Purple Simon Robinson va decidir preguntar a través de la direcció de la banda si es podien localitzar les cintes. Va descobrir que tot l'espectacle s'havia gravat bé, inclosos tots els bisos. Al juliol, Robinson i Darron Goodwin van remesclar les cintes als Abbey Road Studios per a una edició ampliada, que després va ser masteritzada per Peter Mew al setembre. Buscant un compromís entre incloure el màxim de cançons possible i establir un preu realista que la majoria dels fans poguessin acceptar, van decidir llançar una caixa de 3 CD, titulada Live in Japan. Inclou els tres espectacles principals excepte dos temes ja disponibles a l'àlbum original. Al seu lloc hi ha dos bisos inèdits.
Posteriorment, el 1998 Robinson va supervisar una nova reedició de l'àlbum original en CD, que també va ser remasteritzat per Mew. Aquesta versió contenia un CD addicional amb tres cançons que havien quedat fora del conjunt de 1993. L'esquema de colors de la portada es va invertir per mostrar el text daurat sobre un fons negre. La remasterització de Made in Japan és més editada per fer una actuació continua, fent-la més curta que la versió original. Paral·lelament, es va publicar una edició limitada de 4.000 LP dobles en vinil violeta (Purple Vinyl), mentre que a Espanya, EMI va afegir al segon CD les versions d'estudi dels temes que componen l'àlbum original.
El 2014, Universal Music va anunciar que l'àlbum es reeditaria en diversos formats al maig. L'opció de luxe és un conjunt de quatre CD o 9 LP que conté un nou remix dels tres concerts íntegres, un DVD que conté imatges de vídeo inèdites, un llibre de tapa dura i altres records. L'LP original es va reeditar en vinil de 180 grams com el del llançament original, amb la mescla original de 1972, amb l'àudio disponible per a la descàrrega digital a través de les plataformes habituals.

## Versiócover
El 13 de gener de 2006, la banda de metall progressiu Dream Theatre va tocar l'àlbum original sencer al Kokusai Forum de Tòquio, i també el 15 a l' NHK Hall d'Osaka. Ambdues actuacions van ser gravades i mesclades per Glover. L'últim dels dos espectacles s'ha publicat a través del segell YtseJam Records de la banda.

## Llista de cançons
Totes les cançons escrites per Ritchie Blackmore, Ian Gillan, Roger Glover, Jon Lord i Ian Paice, excepte on s'indiqui.

### Edició original en vinil (Doble LP)
| 1. | «Highway Star»  | Osaka on 16 August | 6:52  |
| 2. | «Child in Time» | Osaka on 16 August | 12:25 |

| 3. | «Smoke on the Water» | Osaka on 15 August | 7:32 |
| 4. | «The Mule»           | Tokyo on 17 August | 9:50 |

| Núm. | Títol                   | ... | Durada |
| ---- | ----------------------- | --- | ------ |
| 5.   | «Strange Kind of Woman» |     | 9:36   |
| 6.   | «Lazy»                  |     | 10:51  |

| Núm. | Títol            | ... | Durada |
| ---- | ---------------- | --- | ------ |
| 7.   | «Space Truckin'» |     | 19:42  |

### Publicació en 1 CD
| Núm. | Títol                   | Recording date and location | Durada |
| ---- | ----------------------- | --------------------------- | ------ |
| 1.   | «Highway Star»          | Osaka on 16 August          | 6:45   |
| 2.   | «Child in Time»         |                             | 12:19  |
| 3.   | «Smoke on the Water»    |                             | 7:27   |
| 4.   | «The Mule»              | Tokyo on 17 August          | 9:45   |
| 5.   | «Strange Kind of Woman» |                             | 9:26   |
| 6.   | «Lazy»                  |                             | 10:59  |
| 7.   | «Space Truckin'»        |                             | 20:02  |

### Set de 3 CDLive in Japan
1993 Remix de Darron Godwin, assistit per Simon Robinson. Remasterització de Peter Mew.
Disc 1
Good Morning (Bon dia)

Enregistrat a Osaka el 15 d'agost de 1972
| 1.            | «Highway Star»          | 7:37  |
| 2.            | «Child in Time»         | 11:51 |
| 3.            | «The Mule»              | 9:36  |
| 4.            | «Strange Kind of Woman» | 8:50  |
| 5.            | «Lazy»                  | 10:26 |
| 6.            | «Space Truckin'»        | 21:35 |
| 7.            | «Black Night» (Bis)     | 6:25  |
| Durada total: | Durada total:           | 76:22 |

- “Smoke on the Water” del 15 no està inclòs aquí però és disponible a l'àlbum original
- El bis "Speed King" del dia 15 no és inclòs aquí al CD1, però és disponible al CD3

Disc 2
Next week, we're turning professional (La setmana que ve esdevenim professionals)

Enregistrat a Osaka el 16 d'agost de 1972
| 1.            | «Highway Star»          | 7:07  |
| 2.            | «Smoke on the Water»    | 7:25  |
| 3.            | «Child in Time»         | 12:30 |
| 4.            | «The Mule»              | 10:22 |
| 5.            | «Strange Kind of Woman» | 10:35 |
| 6.            | «Lazy»                  | 10:21 |
| 7.            | «Space Truckin'»        | 20:13 |
| Durada total: | Durada total:           | 78:35 |

- Els dos bisos "Black Night" i "Lucille" del dia 16 no s'inclouen aquí, però "Black Night" s'ha publicat en recopilacions i "Lucille" està disponible a la reedició de 1998 de Made in Japan al CD 2.

Disc 3
Can we have everything louder than everything else? (Podem tenir-ho tot més alt que la resta?)

Enregistrat a Tòquio el 17 d'agost de 1972.
| 1.            | «Highway Star»                                               | 7:14  |
| 2.            | «Smoke on the Water»                                         | 7:06  |
| 3.            | «Child in Time»                                              | 11:32 |
| 4.            | «Strange Kind of Woman»                                      | 11:26 |
| 5.            | «Lazy»                                                       | 11:16 |
| 6.            | «Space Truckin'»                                             | 19:19 |
| 7.            | «Speed King» (Bis enregistrat a Osaka el 15 d'agost de 1972) | 7:55  |
| Durada total: | Durada total:                                                | 75:52 |

- "The Mule" del 17 no està inclòs aquí però està disponible a l'àlbum principal
- Els dos bisos "Black Night" i "Speed King" del dia 17 no s'inclouen aquí, però estan disponibles al disc de reedició de 1998 2
- "Speed King" al CD3 és del dia 15

### Edició remasteritzada del 25è aniversari (2CD)
Disc 1
Made in Japan
| 1. | «Highway Star»          | 6:43  |
| 2. | «Child in Time»         | 12:17 |
| 3. | «Smoke on the Water»    | 7:36  |
| 4. | «The Mule»              | 9:28  |
| 5. | «Strange Kind of Woman» | 9:52  |
| 6. | «Lazy»                  | 10:27 |
| 7. | «Space Truckin'»        | 19:54 |

Segon disc
Els bis
| 1. | «Black Night» (Versió editada que havia aparegut prèviament en cares B de singles) | Tòquio, 17 d'agost | 6:18 |
| 2. | «Speed King» (Mai publicada abans)                                                 | Tòquio, 17 d'agost | 7:24 |
| 3. | «Lucille» (Mai publicada abans)                                                    | Osaka, 16 d'agost  | 8:03 |

### Edició Box Set 2014
2014 Martin Pullan remix i remasterització
Disc 1
"Good Morning" ("Bon dia") Osaka 15 d'agost de 1972
| 1. | «Highway Star»          | 7:12  |
| 2. | «Smoke On The Water»    | 7:37  |
| 3. | «Child In Time»         | 11:38 |
| 4. | «The Mule»              | 10:11 |
| 5. | «Strange Kind of Woman» | 8:27  |
| 6. | «Lazy»                  | 10:01 |
| 7. | «Space Truckin'»        | 22:27 |

Disc 2
"Next Week We're Turning Professional" ("La setmana que ve esdevenim professionals") Osaka 16 d'agost de 1972
| 1. | «Highway Star»          | 7:28  |
| 2. | «Smoke On The Water»    | 7:28  |
| 3. | «Child In Time»         | 13:14 |
| 4. | «The Mule»              | 10:48 |
| 5. | «Strange Kind of Woman» | 9:38  |
| 6. | «Lazy»                  | 10:11 |
| 7. | «Space Truckin'»        | 20:08 |

Disc 3
"Can We Have Everything Louder Than Everything Else?" ("Podem tenir-ho tot més alt que la resta?") Tòquio, 17 d'agost de 1972
| 1. | «Highway Star»          | 8:01  |
| 2. | «Smoke On The Water»    | 7:20  |
| 3. | «Child In Time»         | 11:29 |
| 4. | «The Mule»              | 10:25 |
| 5. | «Strange Kind of Woman» | 11:03 |
| 6. | «Lazy»                  | 10:59 |
| 7. | «Space Truckin'»        | 19:38 |

Disc 4
"Good Night Encores” (“Bis de Bona nit")
| 1. | «Black Night (15 d'agost)» | 6:58 |
| 2. | «Speed King (15 d'agost)»  | 8:28 |
| 3. | «Black Night (16 d'agost)» | 6:58 |
| 4. | «Lucille (16 d'agost)»     | 9:03 |
| 5. | «Black Night (17 d'agost)» | 8:01 |
| 6. | «Speed King (17 d'agost)»  | 7:19 |

Disc 5
Documental DVD Made in Japan
Disc 6
Promoció japonesa de disc de 7 polzades.
| 1. | «Smoke on the Water (versió en directe, editada)» | 4:34 |
| 2. | «Smoke on the Water (versió d'estudi, editada)»   | 3:48 |

### Edició 2 CD del 2014
Disc 1
2013 Kevin Shirley Remix
| 1. | «Highway Star»          | 6:41  |
| 2. | «Child in Time»         | 12:33 |
| 3. | «Smoke on the Water»    | 7:18  |
| 4. | «The Mule»              | 9:28  |
| 5. | «Strange Kind of Woman» | 9:52  |
| 6. | «Lazy»                  | 10:24 |
| 7. | «Space Truckin'»        | 19:49 |

Disc 2
Els bisos: 2014 Martin Pullan Remix (del boxset)
| 1. | «Black Night (15 d'agost)» | 6:58 |
| 2. | «Speed King (15 d'agost)»  | 8:28 |
| 3. | «Black Night (16 d'agost)» | 6:58 |
| 4. | «Lucille (16 d'agost)»     | 9:03 |
| 5. | «Black Night (17 d'agost»  | 8:01 |
| 6. | «Speed King (17 d'agost)»  | 7:19 |

## Personal
Tret de les notes de la funda de l'LP: 
Deep Purple
- Ritchie Blackmore - guitarra principal
- Ian Gillan - veu, harmònica (sense acreditar), percussió (sense acreditar)
- Roger Glover - baix
- Jon Lord - orgue, piano
- Ian Paice - bateria

Unitat de gravació

- Coordinació - Warner Pioneer
- Enginyeria de so - Martin Birch
- Equipament - Ian Hansford, Rob Cooksey, Colin Hart, Ron Quinton
- Enginyer de control -K. Flegg
- Promotors - Promocions Orient Universal
- Produït per Deep Purple
- Mesclat per Roger Glover, Ian Paice
- Disseny de coberta - Roger Glover
- Fotografia - Fin Costello
- Remasteritzat per Peter Mew

## Llistes d'èxits
| Year | Chart                                              | Position |
| ---- | -------------------------------------------------- | -------- |
| 1973 | Albums Chart austríaca                             | 1        |
| 1973 | Albums Chart holandesa                             | 4        |
| 1973 | Albums Chart danesa                                | 8        |
| 1973 | 1                                                  |          |
| 1973 | RPM (revista)\|Canadian RPM Albums Chart canadenca | 5        |
| 1973 | EEUU Billboard 200 Chart                           | 6        |
| 1973 | 7                                                  |          |
| 1973 | 16                                                 |          |

| Chart (1973)                                                 | Position |
| ------------------------------------------------------------ | -------- |
| German Albums (GfK Entertainment charts\|Offizielle Top 100) | 2        |

## Guardons
| Publicació                          | País       | Elogi                                                 | Curs | Classificació |
| ----------------------------------- | ---------- | ----------------------------------------------------- | ---- | ------------- |
| Kerrang!                            | Regne Unit | "100 millors àlbums de heavy metal de tots els temps" | 1989 | 75            |
| Nou Musical Express                 | Regne Unit | "50 millors àlbums en directe"                        | 2011 | 13            |
| Enquesta al lector de Rolling Stone | NOSALTRES  | "10 millors àlbums en directe"                        | 2012 | 6             |